# Portadown
Portadown (irl. Port an Dúnáin) – miasto leżące w Irlandii Północnej, w hrabstwie Armagh, nad rzeką Bann.
Miasto zamieszkuje 24 000 ludzi i jest siedzibą klubu piłkarskiego Portadown F.C.
W mieście jest stacja kolejowa Portadown.